# Porsche 911 Singer DLS
La Porsche 911 Singer DLS est une voiture de sport personnalisée du constructeur automobile allemand Porsche, basée sur la Porsche 911 (964), produite de 1989 à 1994. Elle est le résultat d’une collaboration entre le préparateur américain Singer Vehicle Design, spécialisé dans la restauration et la réinterprétation de Porsche 911 anciennes, et le bureau d’études britannique Williams Advanced Engineering, lié à l’écurie de Formule 1 Williams. La Singer DLS se distingue par son moteur flat-six atmosphérique refroidi par air, dont la cylindrée a été portée à 4 litres et la puissance à 500 chevaux, ainsi que par sa carrosserie en fibre de carbone, qui lui permet de réduire son poids à moins d’une tonne. La Singer DLS a été présentée pour la première fois au Festival of Speed de Goodwood en 2018, et sa production est limitée à 75 exemplaires, vendus à un prix de plus d’un million de dollars chacun,.

## Histoire
La Porsche 911 Singer DLS est une voiture restaurée et réimaginée par Singer Vehicle Design, une entreprise américaine spécialisée dans la personnalisation de Porsche 911 de la génération 964 (1989-1994). La DLS (Dynamics and Lightweighting Study) est née d’une demande d’un client qui voulait alléger sa voiture et augmenter ses performances. Pour réaliser ce projet, Singer s’associe à Williams Advanced Engineering, le bureau d’études lié à l’écurie de Formule 1 Williams, qui a contribuer à la conception de la DLS. Elle a été présentée pour la première fois au Festival of Speed de Goodwood en 2018.

## Caractéristique techniques
La Porsche 911 Singer DLS est équipée d’un flat-six atmosphérique refroidi par air de 4.0L, qui développe 500 ch à 9 000 tr/min, grâce à des pièces en magnésium, en titane et des injecteurs inspirés de la F1 , . Ce moteur est associé à une boîte mécanique six rapports à un crabots réalisée par Hewland, qui a permis de recentrer le moteur et optimiser la répartition des masses , .
La voiture bénéficie également d’une suspension spécialement conçue pour la piste pour le circuit, des freins en carbone-céramique de Brembo, de jantes forgées de 18 pouces avec écrou central, et des pneus Michelin Pilot Sport Cup 2 ou Cup 2R , . La carrosserie en fibre de carbone, conçue avec l’aide de Williams Advanced Engineering, offre une meilleure aérodynamique et une réduction du poids ,  La DLS affiche ainsi un rapport poids/puissance proche de 2kg/ch.

## Design et style
La Porsche 911 Singer DLS se distingue par son  design qui évoque la mythique 911 Carrera RS 2.7, tout en intégrant des éléments de style modernes et originaux. La carrosserie en fibre de carbone, réalisé avec l’aide de Williams Advanced Engineering, présente des lignes fluides et élégantes, ainsi que des détails soignés comme les nouveaux feux avant et arrière, le capot avant avec des ouvertures d’aération, ou encore le toit avec un bosse centrale , . L’aileron arrière, de type “ducktail” ou “queue de canard”, est réglable et offre une meilleure stabilité à haute vitesse , .
L’intérieur de la DLS est un mélange de carbone et de cuir fauve, qui crée une ambiance sportive et raffinée. Le tableau de bord, le volant, les sièges baquets et le levier de vitesse sont inspirés de ceux des anciennes 911, mais avec des touches de modernité, comme l’écran numérique ou les boutons en aluminium , . La DLS est ainsi une 911 qui allie le charme du passé et le raffinement du présent.

## Prix et production
Selon le site officiel de Singer, la Porsche 911 Singer DLS est estimé à environ 1.8 million de dollars, ce qui en fait l’une des 911 les plus chères au monde. Le prix s’explique par le travail artisanal et le niveau de personnalisation offert par Singer, qui permet aux clients de choisir les moindres détails de sa voiture, de la couleur, de la carrosserie à la forme du volant.
La production de la DLS est limitée à 75 exemplaires, qui sont tous réservés à des clients triés sur le volet. Le délai de livraison est également très long, pouvant atteindre plusieurs années, en raison de la complexité du processus de restauration et de réimagination de la 911.

## Version Turbo
En 2023, Singer a évolué la DLS pour incorporer le turbo, en réponse aux demandes des clients , .

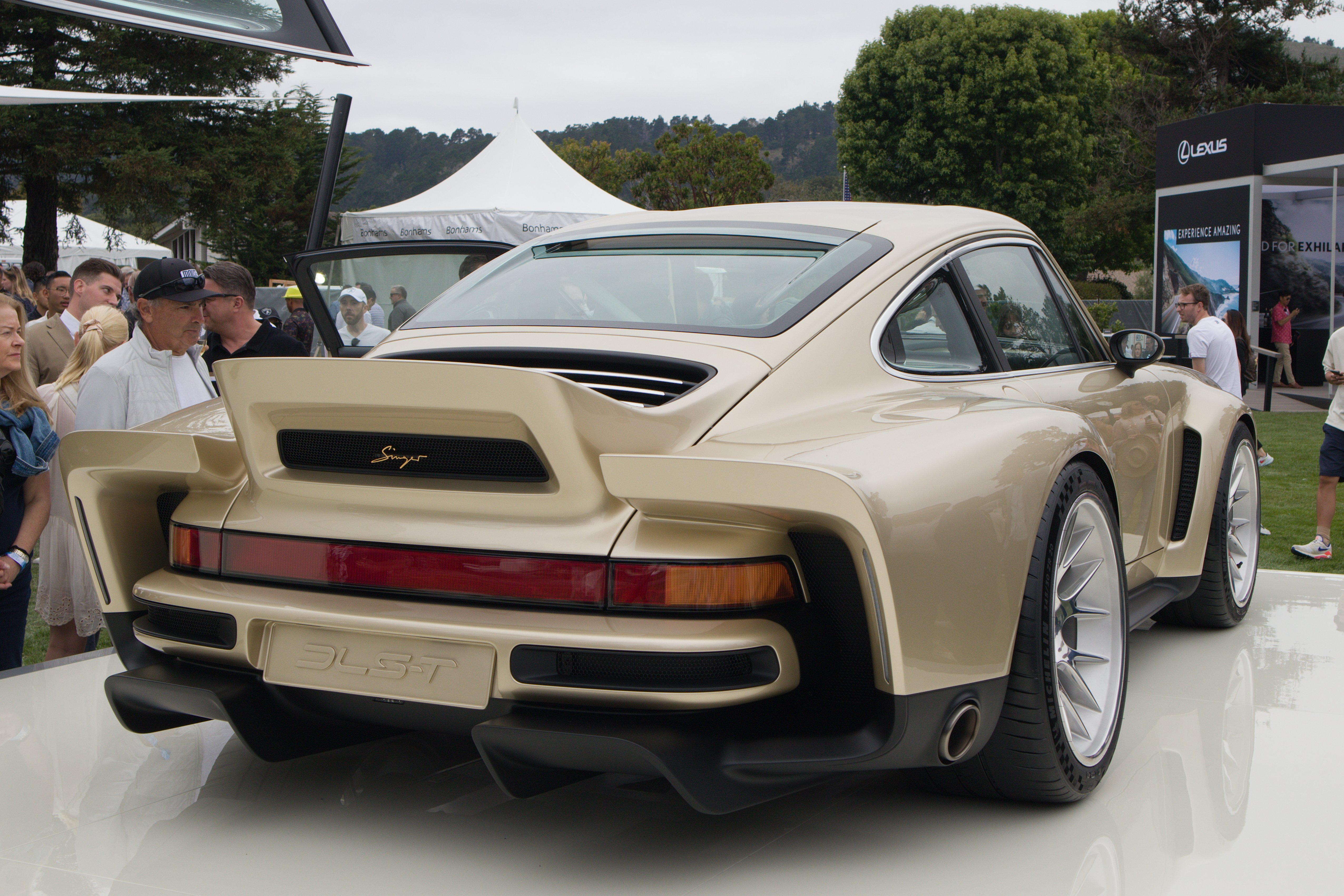
Porsche 911 Singer DLS Turbo au Quail 2023.

La version turbo possède un flat-six bi-turbo de 3,8L et de 700ch, et s’inspire des Porsches 934/5, des voitures qui ont dominé les courses d’endurance dans les années 1970 , . La carrosserie est plus large et plus aérodynamique, et intègre des éléments comme l’aileron arrière, le diffuseur, ou les sorties d’échappement latérales ,  , .
La version turbo est capable de rivaliser avec des supercars actuelles, grâce à son poids réduit, sa puissances élevée, et sa boîte manuelle à six rapports , .